# ماموروگاوا
ماموروگاوا (به لاتین: Mamurogawa) یک منطقهٔ مسکونی در ژاپن است که در استان یاماگاتا واقع شده‌است. ماموروگاوا ۳۷۴٫۲۹ کیلومترمربع مساحت و ۸٬۶۰۷ نفر جمعیت دارد.